# Единый государственный реестр индивидуальных предпринимателей
Еди́ный госуда́рственный рее́стр индивидуа́льных предпринима́телей (ЕГРИП) — государственный реестр Российской Федерации, содержащий данные обо всех индивидуальных предпринимателях (ранее в законодательстве РФ использовались эквивалентные этому понятия «предприниматель без образования юридического лица» и «частный предприниматель»), зарегистрированных на территории РФ, а также данные об их перерегистрации или ликвидации.

## Законодательство РФ
Порядок государственной регистрации и внесения данных о вновь зарегистрированных индивидуальных предпринимателях в ЕГРИП установлен законодательством и осуществляется в соответствии с Федеральным законом РФ «О государственной регистрации юридических лиц и индивидуальных предпринимателей» от 8 августа 2001 года N 129-ФЗ.

## Выписка из ЕГРИП
Для совершения индивидуальным предпринимателем любого юридически значимого действия необходимо получение такого документа, как выписка из ЕГРИП. В информационной выписке из ЕГРИП содержатся полные данные об индивидуальном предпринимателе, прошедшем процедуру государственной регистрации: регистрационные данные, сведения, идентифицирующие физическое лицо, сведения о видах экономической деятельности, а также данные о постановке на учет в налоговых органах и фондах.
Выписку из ЕГРИП на бумажном носителе можно заказать в налоговой инспекции или через интернет — на официальном интернет-сайте ФНС. Также с помощью функционала сайта можно получить выписку из ЕГРИП, сформированную в формате «.pdf» и подписанную усиленной квалифицированной электронной подписью ФНС. Такая выписка имеет юридическую силу и равнозначна выписке на бумажном носителе, подписанной собственноручной подписью должностного лица налогового органа и заверенной печатью.

## Особенности в России
Для осуществления физическим лицом предпринимательской деятельности российское законодательство требует от предпринимателя регистрации в качестве ИП.